# Liste der Kunstmuseen in Australien
Diese Liste der Kunstmuseen in Australien soll ein Auffinden der Artikel zu einzelnen Museen erleichtern. 
Das älteste Museum Australiens ist das 1827 am Hyde Park in Sydney errichtete Australian Museum. Es enthält umfangreiche naturhistorische Sammlungen, aber auch Sammlungen zur Geschichte und Kultur der indigenen Bevölkerung. Ein weiteres überwiegend naturhistorisches Museum von Bedeutung ist das Museum Victoria, gegründet 1854 in Melbourne, mit einer 12 Millionen Exemplare umfassenden Sammlung.
Australische Kunst von den kolonialen Anfängen bis zu zeitgenössischen Künstlern beherbergt die Art Gallery of New South Wales, gebaut um 1880 in Sydney. Auch europäische und asiatische Werke zählen zu den Objekten dieses Museums. Die hier angeschlossene Yiribana Gallery ist die weltweit größte Sammlung indigener australischer Kunst.
Diese Liste der Kunstmuseen in Australien stammt aus der entsprechenden englischsprachigen WP-Kategorie. Doppelnennungen nach Sammlungsgebiet, Eigenname und nach Ort sind möglich.

## A
- Art Gallery of South Australia, Adelaide
- Art Gallery of Western Australia, Perth
- Artbank, Sydney, australienweit tätig
- Australian Centre for Contemporary Art, Melbourne

## H
- Heide Museum of Modern Art, Bulleen, Victoria

## I
- Ian Potter Centre, Melbourne

## N
- National Art Glass Gallery, Wagga Wagga, New South Wales
- National Gallery of Australia, Canberra
- National Museum of Australia (Rindenmalereien), Canberra
- National Portrait Gallery, Canberra
- National Gallery of Victoria, Melbourne
- Art Gallery of New South Wales, Sydney
- Norman Lindsay Gallery and Museum, Faulconbridge, New South Wales

## P
- Perth Institute of Contemporary Arts, Perth

## Q
- Queensland Art Gallery, Brisbane
- Queensland Gallery of Modern Art, Brisbane

## S
- Art Gallery of New South Wales, Sydney
- Museum of Contemporary Art, Sydney